# 大学堂
株式会社大学堂（だいがくどう）は、かつて存在した医薬品・衛生材料の卸売を中心とする日本の企業であった。地盤は青森県。現在は一般医薬品事業はバイタルネット、動物用医薬品事業はMPアグロである。

## 概要
- 本社は青森県青森市横内泉川3-31
- 代表取締役社長・川端洋

## 沿革
- 1962年（昭和37年）2月 - 動物薬販売会社として「株式会社大学堂」設立
- 1972年（昭和47年） - 鈴彦（仙台市）に青森県の営業権を譲渡
- 2001年（平成13年）3月 - 丸善薬品（北海道）が全株式取得・完全子会社化
- 2004年（平成16年）7月 - 丸善薬品に吸収合併

## 営業所
- 青森県:青森市・八戸市
- 秋田県:秋田市・大館市

## 主な取引メーカー
- 三共
- 田辺製薬
- 協和発酵
- エーザイ
- 第一製薬
- 山之内製薬